# سقوط النوفلية (2015)
سقوط النوفْليَّة تدل على الإستيلاء على بلدة النوفلية في منطقة سرت، ليبيا من قبل الدولة الإسلامية في فبراير 2015.
في 8 فبراير 2015، رتل من 40 سيارة دفع رباعي مدججة بالسلاح انتقلَ مسافة 140 كيلومتر من سرت، حيث تتواجد الدولة الإسلامية بشكل كبير، إلى بلدة النوفلية. بعض المركبات استعرضت علم التنظيم، وورد أن الرتل ضم العديد من المقاتلين الأجانب. عند وصولهم، أمرَّ المقاتلين سكان النوفلية تقديم «البيعة» لخليفة الدولة الإسلامية أبو بكر البغدادي. وعيَّن المقاتلون علي اقعيم أميرً على البلدة.
بعد يوم من الإستيلاء على النوفلية، عززت الدولة الإسلامية قواتها على مداخل البلدة للتصدي لهجوم قوات عملية الشروق. كما نشر فيديو الاستيلاء على البلدة عبر وسائل الإعلام الاجتماعي.
بحسب ليبيا هيرالد، فإنه مع سيطرة الدولة الإسلامية على النوفلية، فهي بوسعها التحكم في الطريق الساحلي الليبي. حتى 16 فبراير 2015، سيطرت الدولة الإسلامية أيضًا على مدن درنة، سرت، مع وجود لها في طرابلس وصبراتة.
تم استعادة النوفلية من قبل قوات المؤتمر الوطني العام الجديد في 19 مارس 2015.
مع ذلك، بعد استعادة المؤتمر الوطني العام للنوفلية، فقد إنسحبوا من النوفلية وبن جوّاد في 20 مارس بسبب هجوم الدولة الإسلامية. انسحابهم من هناك كان فقط بعد يومين. أقامت الدولة الإسلامية نقاط تفتيش أمنية بعد استعادتهم السيطرة على المدينة من المؤتمر الوطني في 28 مارس. في 30 مارس، ذكر المونيتور أن النوفلية، سرت، ودرنة لا تزال قابعة تحت سيطرة الدولة الإسلامية.